# Exobasidium arescens
Exobasidium arescens är en svampart som beskrevs av Nannf. 1981. Exobasidium arescens ingår i släktet Exobasidium och familjen Exobasidiaceae.  Arten är reproducerande i Sverige. Inga underarter finns listade i Catalogue of Life.